# Minilimosina guestphalica
Minilimosina guestphalica är en tvåvingeart som först beskrevs av Oswald Duda 1918.  Minilimosina guestphalica ingår i släktet Minilimosina, och familjen hoppflugor. Arten är reproducerande i Sverige.